# Strażnica WOP Dźwirzyno
Strażnica Wojsk Ochrony Pogranicza Grubow/Grzybowo/Dźwirzyno – zlikwidowany podstawowy pododdział graniczny Wojsk Ochrony Pogranicza pełniący służbę graniczną na granicy morskiej.

Strażnica Straży Granicznej w Dźwirzynie – zlikwidowana graniczna jednostka organizacyjna Straży Granicznej realizująca zadania bezpośrednio w ochronie granicy państwowej.

## Formowanie i zmiany organizacyjne
Strażnica została sformowana w 1945  w strukturze 16 komendy odcinka Trzebiatów jako 80 strażnica WOP (Grzybów (Grubow/Grzybów) o stanie 56 żołnierzy. Kierownictwo strażnicy stanowili: komendant strażnicy, zastępca komendanta do spraw polityczno-wychowawczych i zastępca do spraw zwiadu. Strażnica składała się z dwóch drużyn strzeleckich, drużyny fizylierów, drużyny łączności i gospodarczej. Etat przewidywał także instruktora do tresury psów służbowych oraz instruktora sanitarnego. Sformowane strażnice morskiego oddziału OP nie przystąpiły bezpośrednio do objęcia ochrony granicy morskiej. Odcinek dawnej granicy polsko-niemieckiej sprzed 1939 od Piaśnicy, aż do lewego styku z 4 Oddziałem OP ochraniany był przez radziecką straż graniczną wydzieloną ze składu wojsk marszałka Rokossowskiego. Pozostały odcinek granicy od rzeki Piaśnica, aż po granicę z ZSRR zabezpieczała Morska Milicja Obywatelska. 
W związku z reorganizacją oddziałów WOP, 24 kwietnia 1948 80 strażnica OP Rogowo (Kolberg Deep) została włączona w struktury 20 batalionu Ochrony Pogranicza, a 1 stycznia 1951 151 batalionu WOP w Trzebiatowie.
Od 15 marca 1954 wprowadzono nową numerację strażnic. Strażnica WOP Dźwierzęcino II kategorii otrzymała numer 77 w skali kraju . 
W 1955 dowódca WOP rozkazał przejść 15 Brygadzie WOP na etat ćwiczebny. Rozwiązane zostały dowództwa i sztaby batalionów. Z dniem 15 listopada 1955  kierowanie strażnicą przejął sztab brygady. 
W 1956  rozpoczęto numerowanie strażnic na poziomie brygady. Strażnica II kategorii Dźwirzyno była 4. w 15 Brygadzie Wojsk Ochrony Pogranicza. W 1960, po kolejnej zmianie numeracji, strażnica posiadała numer 14 i zakwalifikowana była do kategorii IV w 15 Bałtyckiej Brygadzie WOP . W 1964 strażnica WOP nr 12 Dźwirzyno uzyskała status strażnicy nadmorskiej i zaliczona została do I kategorii.

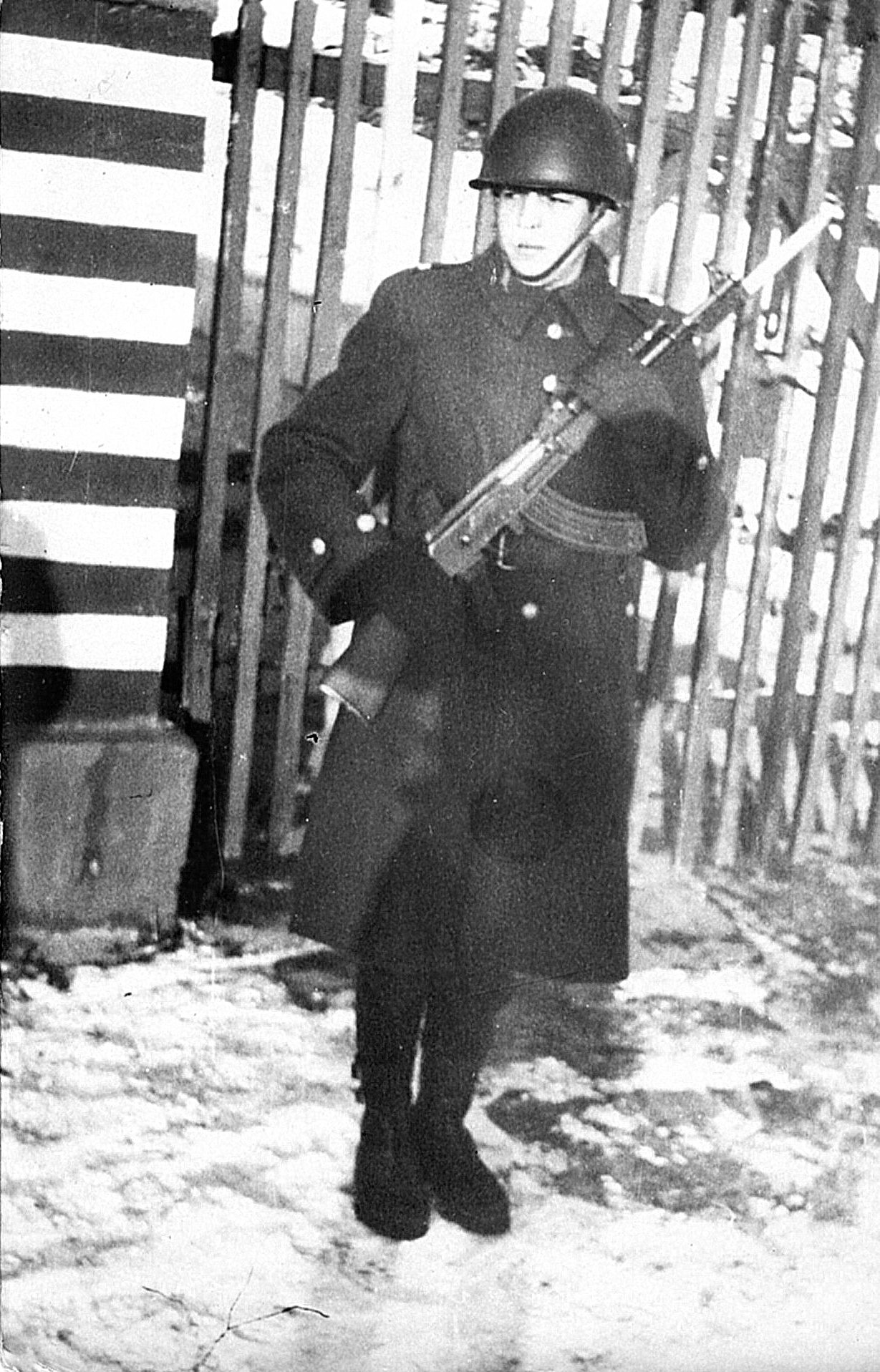
Żołnierz WOP na posterunku granicznym przed bramą (1965)

Wiosną 1968 zreorganizowano strażnicę WOP Dźwirzyno.
Strażnica WOP Dźwirzyno do marca 1990  była w strukturach Bałtyckiej Brygady Wojsk Ochrony Pogranicza, a od kwietnia utworzonego Bałtyckiego Oddziału Wojsk Ochrony Pogranicza do 15 maja 1991.
Straż Graniczna:
16 maja 1991, po rozwiązaniu Wojsk Ochrony Pogranicza, strażnica Dźwirzyno weszła w podporządkowanie Bałtyckiego Oddziału Straży Granicznej i przyjęła nazwę Strażnica Straży Granicznej w Dźwirzynie (Strażnica SG w Dźwirzynie).
Zarządzeniem nr 017 z 12 marca 1992 komendant główny Straży Granicznej rozformował Bałtycki Oddział Straży Granicznej, przekazując w podporządkowanie Morskiemu Oddziałowi SG ochraniany dotychczas odcinek granicy państwowej na środkowym wybrzeżu od Łeby do Dźwirzyna.
W 2000 rozpoczęła się reorganizacja struktur Straży Granicznej związana z przygotowaniem Polski do wstąpienia do Unii Europejskiej i przystąpieniem do Traktatu z Schengen. Podczas restrukturyzacji wprowadzono kompleksową ochronę granicy już na najniższym szczeblu organizacyjnym tj. strażnica i graniczna placówka kontrolna. Wprowadzona całościowa ochrona granicy zniosła podział na graniczne jednostki organizacyjne ochraniające tylko tzw. „zieloną granicę” i prowadzące tylko kontrole ruchu granicznego. W wyniku tego, 2 stycznia 2003 Strażnica SG w Dźwirzynie i GPK SG w Kołobrzegu w ramach Morskiego Oddziału Straży Granicznej zostały połączone w jeden organizm pod nazwą Graniczna Placówka Kontrolna Straży Granicznej w Kołobrzegu.

## Ochrona granicy
W kwietniu 1946 strażnica zaczęła przyjmować pod ochronę wybrzeże morskie. Jeszcze w czerwcu 1946, wobec sprzeciwu dowódców radzieckich, strażnica mogła wysyłać patrole jedynie w dzień i tylko na podstawie jednorazowych przepustek.
W 1956 na odcinku strażnicy funkcjonowały punkty kontroli ruchu rybackiego (PKRR), w których kontrolę graniczną i celną osób, towarów oraz środków transportu wykonywała załoga strażnicy:
- PKRR Dźwirzyno
- PKRR Grzybowo.

W roku 1958 wprowadzono do ochrony granicy lornety dalekiego zasięgu o 40-krotnym powiększeniu i na całym wybrzeżu powstało wówczas kilkadziesiąt puntów obserwacyjnych umieszczonych na wieżach drewnianych, które przystosowano do tego celu. Umożliwiło to objęcie obserwacją od świtu do nocy obszaru wód terytorialnych wzdłuż całego wybrzeża. Zorganizowano przy tym
sprawnie działający system informacji o wykrytych celach, funkcjonujący zarówno między punktami obserwacyjnymi i strażnicami, jak i sztabami brygad.
W pierwszej połowie lat 60. POWT WOP posiadały na swoim wyposażeniu stacje r./lok. polskiej konstrukcji (początkowo t. RO–231 a następnie RN–231), a także lunety i środki łączności przewodowej. Na odcinku od Dziwnowa do Ustki wieże obserwacyjne były konstrukcji stalowej. W latach 1963–1964 w punktach obserwacyjnych znalazły się lunety dalekiego zasięgu, radiotelefony, stoły dyspozytorskie i inne urządzenia techniczne.
Strażnica WOP Dźwirzyno w 1969 miała na swoim odcinku 3 POWT WOP wykorzystywane do ochrony granicy państwowej.
Wykaz punktów obserwacji wzrokowo-technicznej na odcinku strażnicy WOP Dźwirzyno wg stanu z 1990:

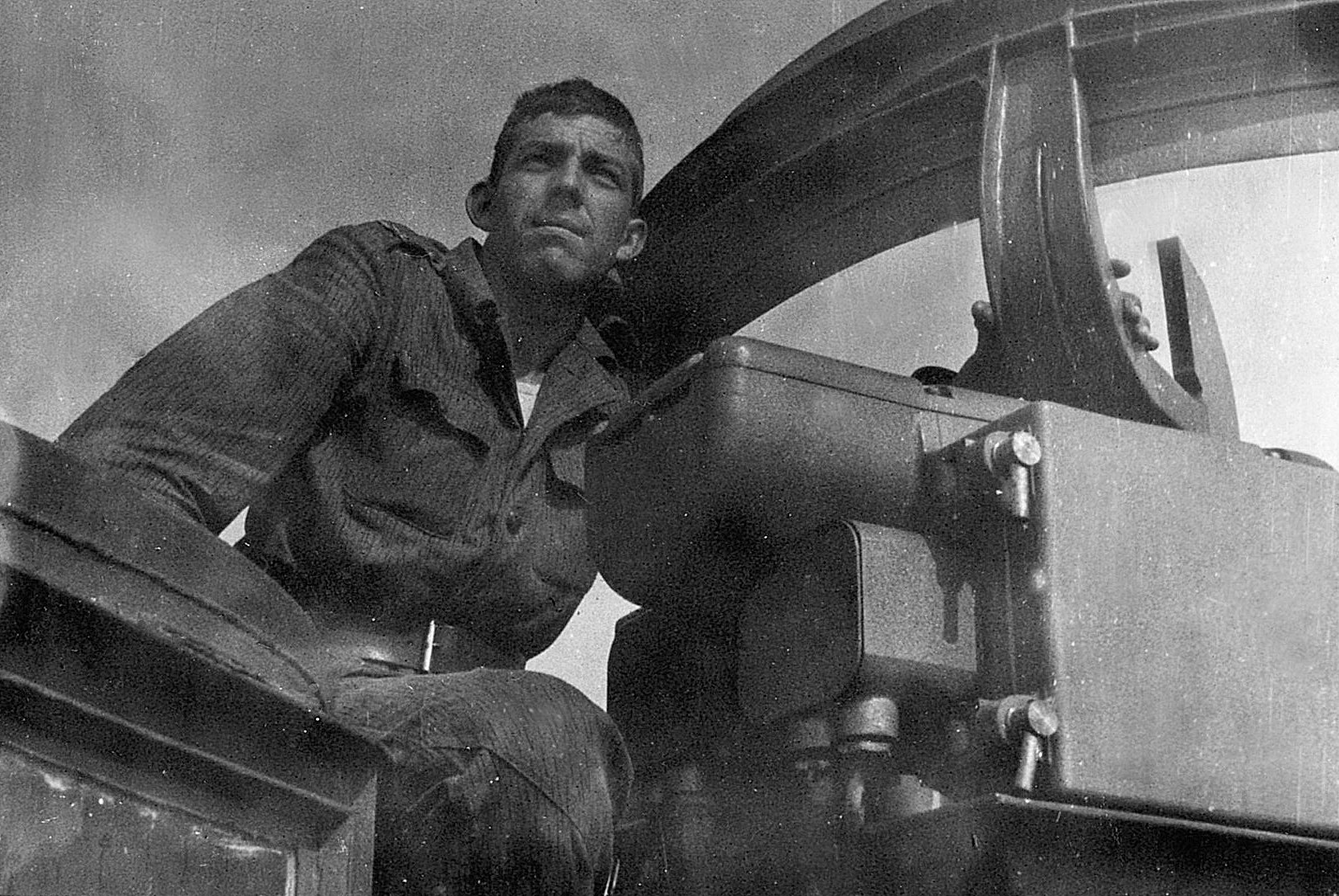
Żołnierz WOP na wieży POWT (1965)

- POWT nr 15 Dźwirzyno (bliski/daleki dozór – 16 Mm)[l]
- POWT nr 16 Grzybowo (bliski dozór – 4 Mm)[m].

Strażnica WOP Dźwirzyno ochraniała odcinek granicy państwowej o długości ok. 19 km.
- Linia rozgraniczenia z:
  - Strażnicą WOP Mrzeżyno przebiegała wzdłuż ujścia Kanału Resko Przymorskie do Morza Bałtyckiego[22], ...
  - Strażnicą WOP Kołobrzeg przebiegała: granicą gminy wiejskiej Kołobrzeg i miasta Kołobrzegu, ...

Straż Graniczna:
Wykaz punktów obserwacji wzrokowo-technicznej na odcinku strażnicy SG w Dźwirzynie wg stanu z czerwca 1992:
- POWT nr 14 Mrzeżyno (bliski dozór – 4 Mm)
- POWT nr 15 Dźwirzyno (bliski/daleki dozór – 16 Mm)
- POWT nr 16 Grzybowo (bliski dozór – 4 Mm).

## Wydarzenia
- 1976 – 3 sierpnia ok. godz. 2:00 dwaj ob. narodowości polskiej odbili od brzegu morskiego w odległości 2 km na wschód od POWT–14 z odcinka ochranianego przez strażnicę WOP w Dźwirzynie. Do tego celu wykorzystali kajak t. „GRYF”, przy pomocy którego dokonali udanego nielegalnego przekroczenia granicy. Przyczyną tego było złe pełnienie służby przez załogę POWT–14. Uciekinierzy zostali zatrzymani w morzu, w tym samym dniu o godz. 5:15 w odległości 7 Mm na północ od Dźwirzyna, przez załogę łodzi rybackiej „DŹWI–31”[23].
- 1976 – wycofano z granicy rowery, zastępując je motocyklami małolitrażowymi; WSK-175 dla kadry i WSK-125 dla żołnierzy służby zasadniczej (5–13 motocykli w zależności od obsady i na jakiej granicy). Wyposażone w łączność radiową motocykle stały się podstawowym środkiem transportu w służbie patrolowej i rozpoznawczej[24].
- 13 grudnia 1981–22 lipca 1983 – (stan wojenny w Polsce), normę służby granicznej dla żołnierzy podwyższono z 8 do 12 godzin na dobę. Patrole wysyłane w teren zostały wzmocnione. Wyeliminowano służby składające się z jednego żołnierza. Ścisłą kontrolą objęto całą strefę nadgraniczną, a ruch w strefie nadgranicznej został znacznie ograniczony. W stan gotowości były postawione wszystkie pododdziały odwodowe. Wzmocniono kontrolę ruchu jednostek pływających. Mimo utrudnionych warunków nie zaprzestano współpracy z ludnością pogranicza[25].
- 1982 – 6 marca st. szer. Wojciech Widuto pełnił służbę na POWT w Dźwirzynie. Około godziny 23:30 zauważył nierozpoznany cel na morzu. Niezwłocznie o tym fakcie powiadomił dowódcę strażnicy mjr. Jana Kiełbowicza. Celem okazała się łódka, która płynęła w kierunku północno-wschodnim. We wskazany rejon plaży w Dźwirzynie, w okolicach Ośrodka Wypoczynkowego „Włókniarz”, udał się siedmioosobowy patrol pogotowia, dowodzony przez kpr. Edwarda Tabisza. Po przybyciu na miejsce wopiści zauważyli łódź z dwuosobową załogą, kierującą się w stronę brzegu. Około godziny 1:20, z chwilą dobicia łódki do plaży, patrol WOP zatrzymał dwie osoby: Henryka Piątka i Barbarę Kalską. W czasie składania wyjaśnień przyznali, że planowali przedostać się na duńską wyspę Bornholm[26].

## Strażnice sąsiednie

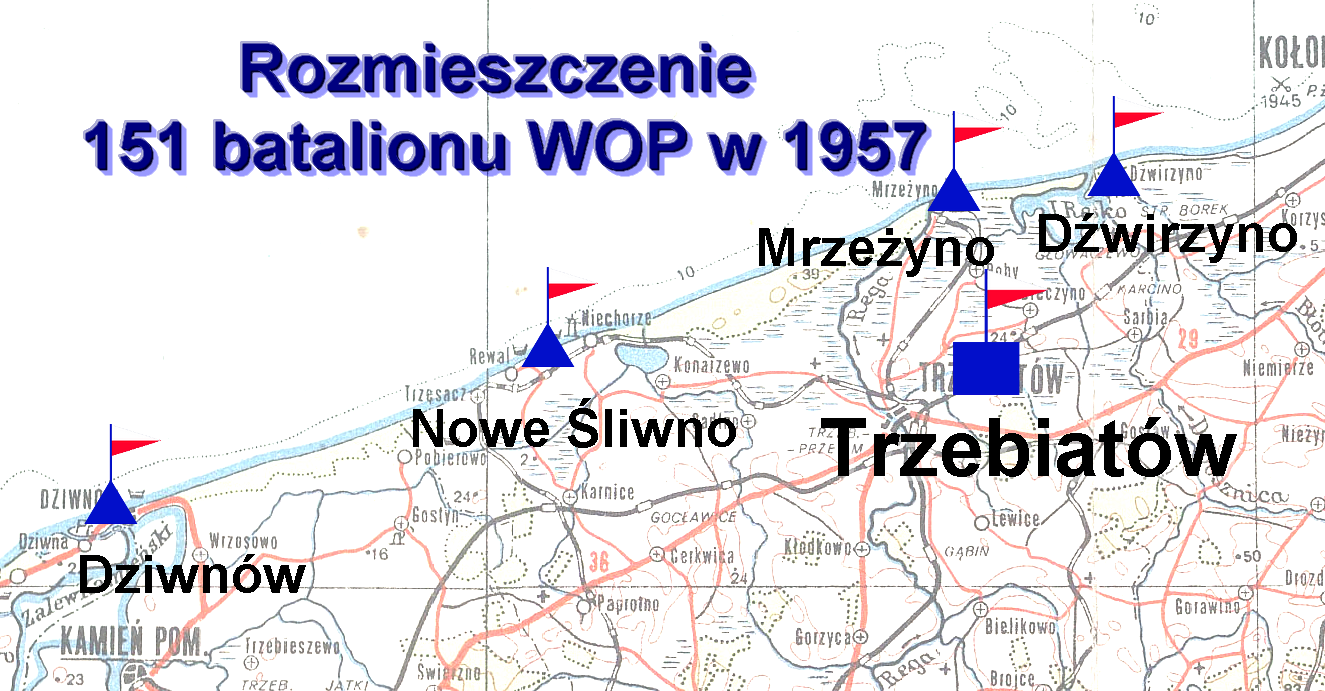
Dyslokcje 1957

- 79 strażnica WOP Głębokie ⇔ 81 strażnica WOP Kołobrzeg − 1946
- 79 strażnica OP Mrzeżowo (Depp) ⇔ 81 strażnica OP Kołobrzeg − 1949
- 76 strażnica WOP Mrzeżyno ⇔ 78 strażnica WOP Kołobrzeg − 15.03.1954
- 3 strażnica WOP Mrzeżyno II kat. ⇔ 5 strażnica WOP Kołobrzeg I kat. − 1956
- 15 strażnica WOP Mrzeżyno III kat. ⇔ 13 strażnica WOP Kołobrzeg II kat. − 1.01.1960

Straż Graniczna:
- Strażnica SG w Rewalu ⇔ Strażnica SG w Kołobrzegu – 16.05.1991[15].

## Dowódcy/komendanci strażnicy

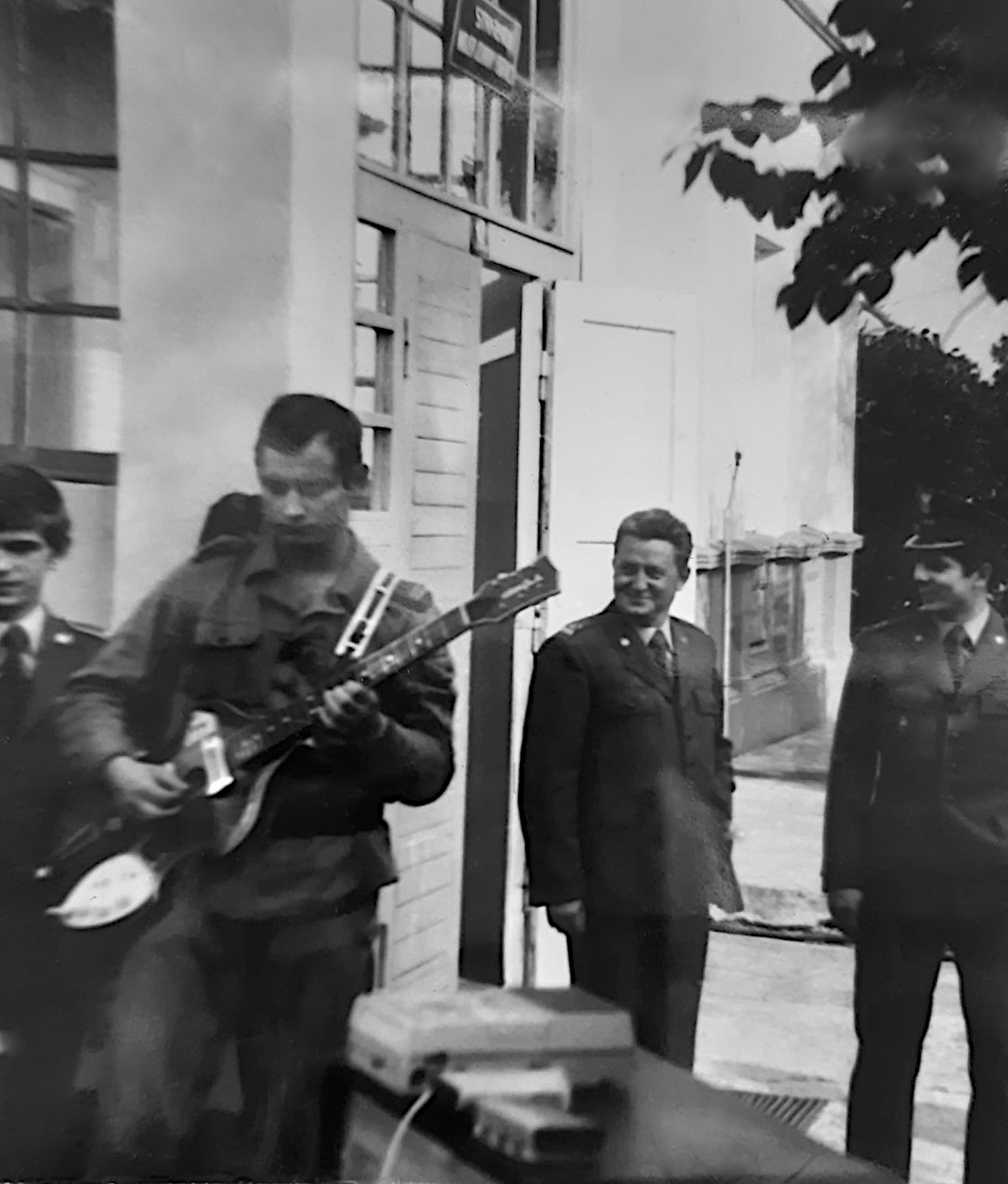
Przed budynkiem strażnicy od prawej: 1. ppor. Krzysztof Golan (z-ca d-cy strażnicy), 2. mjr Jan Kiełbowicz (d-ca strażnicy), 3. kpr. Sławomir Osiński (gitara prowadząca) 4. chor. Andrzej Całka (za gitarą) (wiosna 1979)

- ppor. Aleksander Sobociński[3] (był w 10.1946)[n]
- mjr Jan Kiełbowicz (był w 1965–był 6.03.1982[26])
- por. Krzysztof Flis
- kpt. Roman Łochocki (do 03.1989)
- ppor./por. Henryk Korżel (03.1989–15.05.1991)

Komendanci strażnicy SG:
- por. SG/mjr SG Henryk Korżel (16.05.1991[27]–lato 1999)[o]
- kpt. SG Ireneusz Dźwirzyński (od lata 1999)
- mjr SG Roman Biernacki (był w 2002[28]–1.01.2003) – do rozformowania.